# Omar Mascarell
Omar Mascarell (Santa Cruz, 2 februari 1993) is een Spaans-Equatoriaal-Guinees voetballer die doorgaans als middenvelder speelt. Hij verruilde Eintracht Frankfurt in juli 2018 voor FC Schalke 04.

## Clubcarrière
Mascarell speelde in de jeugd bij Santa Cruz, UD Tegueste, CD Laguna en Real Madrid. Hij debuteerde op 21 augustus 2011 in het tweede elftal van Real Madrid, in een wedstrijd in de Segunda División B tegen Sporting Gijón B. Hij speelde dat seizoen 24 wedstrijden mee, waarvan hij er 11 in de basis begon. Real Madrid Castilla promoveerde na een afwezigheid van vijf jaar terug naar de Segunda División A. Mascarell begon het seizoen 2012/13 in het derde elftal, maar werd na enkele weken weer bij de reserven gehaald. Mascarell debuteerde op 1 juni 2013 in het eerste elftal van Real Madrid, in een met 4–2 gewonnen wedstrijd in de Primera División thuis tegen Osasuna. Hij viel toen in de 81e minuut in voor Mesut Özil. Dit bleven zijn enige minuten in de hoofdmacht van Real.
Mascarell speelde gedurende het seizoen 2014/15 op huurbasis voor Derby County en in dat van 2015/16 voor Sporting Gijón. Real Madrid liet hem in juli 2016 definitief vertrekken, naar Eintracht Frankfurt. Hier groeide hij onder coach Niko Kovač uit tot basisspeler. Hij miste de eerste helft van het seizoen 2017/18 door problemen met zijn achillespees. Mascarell maakte wel weer deel uit van de ploeg van Eintracht Frankfurt die op zaterdag 19 mei 2018 de DFB-Pokal won door in de finale FC Bayern München met 3–1 te verslaan. Hij speelde de hele wedstrijd. Het was de eerste grote prijs voor de club in dertig jaar.
Real Madrid kocht Mascarell op 1 juli 2018 voor €4.000.000,- terug van Eintracht Frankfurt. De Spaanse club verkocht hem een dag later voor €10.000.000,- aan FC Schalke 04. Schalke-coach David Wagner benoemde hem in januari 2020 tot aanvoerder, als opvolger van de voor een vertrek staande Alexander Nübel.

## Interlandcarrière
Mascarell heeft roots in Equatoriaal-Guinea langs vaders zijde. In mei 2012 werd hij opgeroepen voor het Equatoriaal-Guinees voetbalelftal voor WK-kwalificatiewedstrijden tegen Tunesië en Sierra Leone. Hij vloog naar Malabo, maar weigerde te spelen omdat hij al voor Spanje had gespeeld als jeugdinternational en beide opties nog open wilde houden. De nationale voetbalbond FEGUIFUT was bezig zijn speelvergunning in orde te brengen.

## Erelijst
| DFB-Pokal | 1x | 2017/18 |